# Roy Axel Khan
Roy Axel Khan (30 de septiembre de 1919) es un  diplomático, indio retirado.
En 1940 entró al Indian Civil Service (British India). Desde 1962 a 1965 fue Cónsul General y Encargado de negocios en la Ciudad de Kuwait.
En 1965 fue Comisionado de comercio en Sídney, cargo que ocupó hasta 1969. En 1970 fue designado Cónsul-General adjunto en Nueva York.
A partir de 1974 y hasta 1977 se desempeñó como embajador en la Ciudad de Kuwait. Luego fue embajador en Berlín Este hasta 1979.